# Інститут гірничої справи імені Д. А. Кунаєва АН Казахстану
Інститу́т гірни́чої спра́ви і́мені Д. А. Куна́єва АН Казахста́ну розташований в Алмати. Створений в 1945 р.

## Напрямки діяльності
Проводяться дослідження з проблеми інтенсифікації гірничодобувної промисловості Казахстану, пошуку нових високоефективних методів і засобів механізації розробки, а також комплексного освоєння рудних родовищ Казахстану, механіки гірських порід та ін.
Пріоритетні напрямки досліджень:
- пошук нових рішень, що сприяють повноті і комплексності освоєння родовищ відкритим способом,
- вдосконалення методології геолого-технологічної і еколого-економічної оцінки родовищ, охорони надр і навколишнього природного середовища.

## Структура
У складі інституту: 26 лабораторій, патентно-інформаційний відділ, конструкторське бюро, відділ економічного аналізу, планування і впровадження НДР, лабораторія проблем екології гірничодобувних підприємств.